# Ricardo Vélez Rodríguez
Ricardo Vélez Rodríguez (Bogotá, 15 de novembro de 1943) é um filósofo, ensaísta, teólogo e professor colombiano naturalizado brasileiro. No Brasil, foi professor da Universidade Federal de Juiz de Fora (UFJF), e lecionou em universidades da França, Estados Unidos e Colômbia. É professor emérito da Escola de Comando e Estado-Maior do Exército, responsável pela formação de oficiais de alta patente.
Na política, foi ministro da Educação do governo Jair Bolsonaro de 1º de janeiro a 8 abril de 2019, quando foi substituído por Abraham Weintraub. Suas visões políticas são consideradas de extrema-direita, apesar de ele seguir as ideias de autores liberais clássicos como Alexis de Tocqueville e Benjamin Constant.

## Formação e atividade acadêmica
Ricardo Vélez Rodríguez fez seus estudos básicos no Liceu de La Salle (Bogotá) e cursou o bacharelado em Humanidades no Instituto Tihamér Tóth, na mesma cidade. Licenciou-se em Filosofia pela  Pontifícia Universidade Javeriana (Bogotá), em 1963. Entre 1965 e 1967, fez o curso de Teologia no Seminário Conciliar de Bogotá [es].
Iniciou a sua vida docente em 1968, como professor de Literatura e Filosofia, na Faculdade de Filosofia e Letras da Universidade Pontifícia Bolivariana (Medellín),  e Ética Empresarial, na Escuela de Administración de Empresas e Instituto Tecnológico, também na Colômbia,  permanecendo em ambas as instituições até 1971. Entre 1972 e 1973, lecionou Filosofia e Humanidades na Universidade Externado de Colômbia e na Universidade do Rosário, em Bogotá. Realizou estudos de pós-graduação no Brasil, na Pontifícia Universidade Católica do Rio de Janeiro, obtendo o título de Mestre em Filosofia, em 1974. Em sua vida universitária, Velez foi atleta do ciclismo, e, de acordo com ele, vice-campeão colombiano na modalidade de quilômetro contra relógio e convocado para participar de jogos Olímpicos pela Colômbia.
De volta à Colômbia, exerceu o cargo de Pró-Reitor de Pós-Graduação e Pesquisa da Universidade de Medellín, entre 1975 e 1978. A partir de janeiro de 1979, fixou residência no Brasil, inicialmente em São Paulo, onde trabalhou como pesquisador na Sociedade de Cultura Convívio, tendo sido redator da revista Convivium, publicação originalmente ligada ao Instituto de Pesquisas e Estudos Sociais (IPES). Entre maio de 1979  e dezembro de 1980, foi conferencista da Universidade de São Paulo (USP), no curso de Estudo de Problemas Brasileiros.
Em 1981, mudou-se para Londrina, onde se tornou professor do Departamento de Filosofia da Universidade Estadual de Londrina (UEL) e criou, em 1982, o Curso de Pós-Graduação em Pensamento Político Brasileiro. Ainda em 1982, obteve o título de Doutor em Filosofia pela extinta Universidade Gama Filho, com a tese Oliveira Vianna e o Papel Modernizador do Estado Brasileiro, sobre Francisco José de Oliveira Viana (1883-1951), sociólogo, jurista e membro da Academia Brasileira de Letras (ABL), defensor de ideias eugenistas. Em 1983 vinculou-se ao Programa de Pós-Graduação em Pensamento Brasileiro da mesma universidade. É professor da Faculdade Positivo de Londrina, antiga unidade da Faculdade Arthur Thomas, instituição vinculada desde 2017 à Universidade Positivo de Curitiba e pertencente ao Grupo Positivo do Paraná. Na Positivo leciona várias disciplinas, como História do Direito, Teorias da Justiça e Filosofia, nos cursos de graduação em Direito e Administração. Ainda na mesma cidade, é membro da Academia de Letras de Londrina, sendo titular da cadeira de número 18.
Entre 1985 e 1990 foi professor adjunto da Universidade do Estado do Rio de Janeiro (UERJ), atuando em cursos de graduação e no Mestrado em Problemas Brasileiros. Também a partir de 1985 lecionou na Universidade Federal de Juiz de Fora (UFJF), no curso de Filosofia e no Programa de Mestrado em Pensamento Brasileiro, criado por ele e pelo filósofo e professor Antônio Paim, tendo sido aposentado voluntariamente como professor associado em 2013.[carece de fontes?] O Programa funcionou até 1996.
Foi professor visitante da Universidade de Antioquia, na Colômbia (1975-1978), da Universidade Católica Portuguesa (2001 - 2002), do Centro de Ensino Superior de Juiz de Fora (1996-2005) e da Universidade Federal do Estado do Rio de Janeiro (1986-1989).

## Ministério da Educação
Seu nome foi sugerido por Olavo de Carvalho ao presidente Jair Bolsonaro para dirigir o Ministério da Educação, sendo anunciado como titular da pasta em 22 de novembro de 2018 pelo então presidente eleito.
Foi nomeado no dia 1° de janeiro de 2019, tomando posse no dia seguinte. Em seu discurso durante a cerimônia de posse, declarou que sua proposta educacional teria inspiração liberal-conservadora, citando Olavo de Carvalho e Antonio Paim, considerado por Vélez o então maior pensador brasileiro vivo, como influências suas e de sua equipe de secretários. Em 8 de abril de 2019, foi demitido do Ministério da Educação sob a alegação de "falta de expertise e gestão" que, por conseguinte, levou ao acúmulo de problemas internos da pasta. Em razão disso, veio a ser substituído pelo professor universitário Abraham Bragança Weintraub.
De acordo com Vélez, sua destituição veio por conta da ala ideológica de alunos de Carvalho. Para Vélez, a influência desse grupo no governo era negativa, uma vez que atrapalharia o pluralismo.

## Vida pessoal
Vélez Rodríguez chegou ao Brasil em 1979, fugindo da violência na Colômbia onde, no ano anterior, haviam sido assassinados dezoito professores. Propôs à sua primeira esposa, uma brasileira, que se mudassem para o  Rio de Janeiro, onde ele poderia fazer seu doutorado, e retornassem quando a onda de violência tivesse passado. "Eu disse para minha esposa, que era brasileira, que a coisa estava ficando feia em Medellín e lhe propus que fôssemos para o Brasil. Lá, eu fazia um doutorado e retornávamos. Quase não aceita a ideia porque adorava Medellín", conta ele. Mas a violência não cessou, e Vélez Rodríguez acabou permanecendo no Brasil, obtendo a nacionalidade brasileira em 1997.
Atualmente reside em Londrina, no norte do Paraná, com sua segunda mulher, Paula Prux, com quem tem um filho, nascido em 2012. Ela, natural de Apucarana, também no Paraná, é filha do ex-tenente do Exército, advogado e professor Oscar Ivan Prux.
Em seu blog pessoal Páginas Para os Meus Filhos (atualmente removido), Vélez Rodríguez declara apreciar música clássica, especialmente Bach, Beethoven, Chopin, Vivaldi, Haydn e Haendel, bem como canções românticas latino-americanas.

## Posicionamentos
Em um programa exposto em seu blog, intitulado Um roteiro para o MEC, dia 7 de novembro de 2018, defende a descentralização do sistema educacional. Vélez Rodríguez é anticomunista e estudioso do liberalismo clássico. Em seu blog Rocinante (nome do cavalo de Dom Quixote de La Mancha), ele critica o que considera a influência marxista sobre a educação brasileira. Para ele, é necessário limpar todo o "entulho marxista que tomou conta das propostas educacionais de não poucos funcionários alojados no Ministério da Educação". Afirma que, durante a ditadura, os militares deram a grupos da extrema esquerda guerrilheira diretorias da CAPES e do CNPq, esperando  que depusessem as armas, e assim, esses grupos puderam criar a atual hegemonia cultural e alijaram do debate a direita conservadora, durante o governo militar e também depois dele. Por outro lado, Ricardo Vélez enaltece as instituições militares de ensino, onde, segundo ele, há "patriotismo, disciplina, valorização dos docentes e amor pelo Brasil".
Vélez Rodríguez defende o movimento político Escola Sem Partido. "Esta é uma providência fundamental. O mundo de hoje está submetido, todos sabemos, à tentação totalitária, decorrente de o Estado ocupar todos os espaços, o que tornaria praticamente impossível o exercício da liberdade por parte dos indivíduos", escreve ele em  texto divulgado em 5 de setembro de 2017. Afirmou que: [os brasileiros estão] "reféns de um sistema de ensino alheio às suas vidas e afinado com a tentativa de impor, à sociedade, uma doutrinação de índole cientificista e enquistada na ideologia marxista, travestida de 'revolução cultural gramsciana', com toda a corte de invenções deletérias em matéria pedagógica como a educação de gênero". [Para ele, essa educação atual estaria] "destinada a desmontar os valores tradicionais da nossa sociedade, no que tange à preservação da vida, da família, da religião, da cidadania, em soma, do patriotismo."
Assim como Ernesto Araújo, Vélez manifesta-se "contra o globalismo politicamente correto". Em seu blog, afirma que a vitória de Bolsonaro virou mais uma página da História do Brasil e trouxe uma "imensa carga de esperança, com o intenso desejo de que os últimos resquícios do socialismo sejam escoimados dentre nós". Atualmente, o acesso ao blog é restrito a "convidados".[carece de fontes?]
Defende o regime militar instaurado em 1964 no Brasil e, segundo ele, o dia 31 de março de 1964, que marca o golpe militar no Brasil (que ele chama de revolução, comparando-a à Revolução Gloriosa de 1688, na Inglaterra), é "uma data para lembrar e comemorar" porque "nos livrou do comunismo". No mesmo texto, de 2017, Vélez escreve: "A malfadada ‘Comissão da Verdade’ que, a meu ver, consistiu mais numa encenação para ‘omissão da verdade’, foi a iniciativa mais absurda que os petralhas tentaram impor". Ele também ironiza o conceito de direitos humanos e louva o "patriótico papel" desempenhado pelos militares no período em que estiveram no poder. Também fez críticas ao regime, como em seu livro, Republicanismo Brasileiro:  "O regime militar tinha um propósito, em que pese o viés autoritário evidentemente criticável".
Católico por formação, é crítico da Teologia da Libertação.
Em 2 de Janeiro de 2019, durante sua posse no Ministério da Educação, declarou: "Combateremos o marxismo cultural, hoje presente em instituições de educação básica e superior. Trata-se de uma ideologia materialista alheia aos nossos mais caros valores de patriotismo e de visão religiosa do mundo."
Em 17 de maio de 2014 durante o governo Dilma Rousseff, Ricardo Vélez Rodríguez se mostrou favorável ao regime monárquico, na sua conta no facebook disse: "Nunca votei no PT nem apostei que a tal sigla moralizaria o Brasil. No restante do artigo, concordo com Dom Bertrand de Orleans e Bragança. Ele é uma brava voz que se levanta contra a podridão em que a petralhada ajudou a afundar o Brasil. Tivéssemos monarquia, não estaríamos às voltas com todas estas lambanças. O monarca, de há muito, teria dissolvido o parlamento e convocado a novas eleições para renovação do elenco!"

## Controvérsias
Em entrevista à revista Veja, Vélez disse: "O brasileiro viajando é um canibal. Rouba coisa dos hotéis, rouba o assento salva-vidas do avião, ele acha que pode sair de casa e carregar tudo. Esse é o tipo de coisa que tem de ser revertido na escola". Defendeu também a volta ao currículo do ensino fundamental brasileiro, da disciplina educação moral e cívica, como forma de mostrar ao adolescente que viaja para o exterior, "que há contextos sociais diferentes e que as leis de outros países devem ser respeitadas". Em resposta, o deputado federal Alessandro Molon anunciou um requerimento de convocação para que o ministro explique suas declarações supostamente difamatórias para com os brasileiros.
Em fevereiro de 2019, Vélez pediu às escolas de todo o Brasil que gravem os alunos cantando o Hino Nacional e que fosse lida uma carta com o slogan eleitoral de Bolsonaro. Depois de várias críticas, o ministro admitiu o erro, retirou o slogan da mensagem e afirmou que as gravações deveriam ter autorização dos pais. No dia 27, no entanto, o ministério acabou desistindo das filmagens.
Em 3 de abril de 2019, Vélez afirmou que os livros didáticos de História passarão por uma "revisão" para que as crianças "possam ter a ideia verídica, real, do que foi a sua história" e citou como exemplo o golpe de 1964, que classificou como 'constitucional', e a ditadura militar, que disse ter sido 'um regime democrático de força'. A fala do ministro irritou a cúpula militar por criar um "desgaste desnecessário".

## Publicações

### Livros
- Da esquerda para a direita: Minha opção liberal conservadora. Brasília: Távola, 2020.
- Pensadores portugueses (séculos XIX e XX). Londrina, 2015
- A grande mentira: Lula e o patrimonialismo petista. Campinas: Vide Editorial, 2015 ISBN 9788567394701 OCLC 952493843
- Da Guerra à Pacificação: a escolha colombiana. Campinas: Vide Editorial, 2010   ISBN 9788562910012 OCLC 683321053
- O Patrimonialismo Brasileiro em Foco (com  Antonio Paim, Antonio Roberto Batista e Paulo Kramer) O patrimonialismo brasileiro em foco.  Campinas: Vide Editorial, 2015  ISBN 9788567394725 OCLC 952499284
- Tópicos especiais de filosofia moderna. Juiz de Fora: UFJF; Londrina: UEL, 1995
- Estado, cultura y sociedad en la América Latina. Colección 30 años Universidad Central.[55]
- A democracia liberal segundo Alexis de Tocqueville.  Ed. Mandarim, 1998 -[55] José Luis Gómez-Martínez
- Keynes: doutrina e crítica (1999).Ed. Cadernos liberais[55]
- O Trabalhismo após 1930. 2ª ed. Rio de Janeiro: Editoria Central da Universidade Gama Filho, 1994

### Alguns artigos disponíveis on-line
Além dos artigos mencionados a seguir, encontra-se, no currículo Lattes de Ricardo Vélez Rodríguez, uma lista completa, com mais de 700 títulos de sua autoria, muitos dos quais disponíveis on-line, no site UFJF/Defesa.
- VICENTE FERREIRA DA SILVA: O HOMEM E A SUA OBRA. Instituto Brasileiro de Filosofia e UFJF.
- Teologia da Libertação, marxismo e messianismo político. UFJF/Defesa, 20 de setembro de 2018.
- Lava jato, delações e novos tempos.  UFJF /Defesa, 14 de abril de 2017.
- Quem tem medo da filosofia brasileira?.  UFJF /Defesa (originalmente publicado pelo Instituto Liberdade, Porto Alegre, 1º de abril de 2009).
- O marxismo gramsciano, pano de fundo ideológico da reforma educacional petista. UFJF/Defesa (originalmente publicado em Ibérica – Revista Interdisciplinar de Estudos Ibéricos e Ibero-Americanos; Núcleo de Estudos Ibéricos e Ibero-Americanos, UFJF, Ano I, nº 1, Juiz de Fora, setembro-novembro de 2006).
- Catolicismo y modernidad: La función moralizadora de la iglesia.
- COLÔMBIA: UMA GUERRA CONTRA A SOCIEDADE. Revista Cultural Fonte, UNOPAR, Voluma 3, nº 1, 2000.
- QUEM TEM MEDO DA FILOSOFIA BRASILEIRA?

## Títulos e honrarias
- 1981 Membro titular do Instituto Brasileiro de Filosofia (São Paulo)[56][57]